# جائزة دونالد إيكمان
جائزة دونالد إيكمان هي جائزة يمنحها المجلس الأمريكي للتحكم الآلي للمتميزين الشباب الأصغر في مجال التحكم الآلي الأصغر من خمس وثلاثين عاما. تعتبر مع جائزة ريتشارد بيلمان من أكبر الجوائز في مجال الأتمتة.

## الفائزون
لم تتوقف الجائزة عاما واحدا منذ تاريخ إنشائها في عام 1964 وحتى عام 2018، فاز بها:
- 1964: ميخائيل أثينز
- 1965: جون بولينجر
- 1966: روجر باك
- 1967: روجر دبليو بروكيت
- 1968: روبرت لارسون
- 1969: دبليو. هارمون راي
- 1970: جون سينفيلد
- 1971: رامان ميهرا
- 1972: سيسل إل سميث
- 1973: إديسون تسي
- 1974: تيموثي إل. جونسون
- 1975: آلان إس ويلسكي.[1][2][3][4]
- 1976: روبرت دبليو واثرون
- 1977: نيلس سانديل الأصغر
- 1978: نايردنا جوبتا
- 1979: جو هونغ تشاو
- 1980: مانفريد موراري
- 1981: راجان سوري
- 1982: بروس حاجك
- 1983: جون سي دويل
- 1984: مارك شيمان
- 1985: بي أر كومار
- 1986: يمان أركون
- 1987: رحمة الله شورشي
- 1988: بيجوي غوش
- 1989: برامود خارغونكار
- 1990: شانكار ساستري
- 1991: كارل نيت
- 1992: ستيفن بويد
- 1993: منذر عبد الله دحله
- 1994: كامشوار بولا
- 1995: اندرو باكارد
- 1996: جيف شما
- 1997: ريتشارد موراي
- 1998: ايوانيس كانيلاكوبولوس
- 1999: أندرو تيل
- 2000: ريتشارد براتز
- 2001: داون إم تيلبري
- 2002: ايليا كولمانوفسكي
- 2003: كلير جيه. توملين
- 2004: باناجوتس كريستوفيدز
- 2005: بابلو باريلو
- 2006: مراد أركاك
- 2007: تورييل ليبرزون
- 2008: اسومان اوزدجلار
- 2009: باولو تابوادا
- 2010: دوميتلا ديل فيشو
- 2011: هناء الصمد
- 2012: جايسون ماردن
- 2013: فيجاي جوبتا
- 2014: همسة بالاكريشنان
- 2015: آرون دي أميس
- 2016: جواد لافايي
- 2017: كيتان سافلا
- 2018: بهروز توري

## وصلات خارجية
- الموقع الرسمي لمجلس التحكم الآلي الأمريكي